# Tafalisca elongata
Tafalisca elongata är en insektsart som först beskrevs av Lucien Chopard 1912.  Tafalisca elongata ingår i släktet Tafalisca och familjen syrsor. Inga underarter finns listade i Catalogue of Life.